# Pontiac Tempest
Pontiac Tempest är en bilmodell från Pontiac som först introducerades 1961.
Generationen 1962-1964 delar bottenplatta med Chevrolet Corvair men har motorn fram.
Växellådan är kvar bak och kardanen är bågformad och går förbi växellådan eftersom växellådan hämtar kraften bakifrån då Chevrolet Corvair hade motorn bak. Andra generationen 1964-1966 hade konventionell bakhjulsdrift.
Pontiac-divisionen inom GM ville ta fram en kompaktbil i samma klass som Chevrolet Corvair. Man fick fria händer att konstruera bilen som man ville ha den, men för att spara kostnader användes delar från andra GM-modeller. Motorn konstruerades genom att använda halva blocket från den befintliga V8:an på 389 kubiktum och man fick då en fyra på 3,2 liter (194 kubiktum). Då motorn saknade balansaxlar blev det problem med vibrationer, men det dämpades med mjuka gummiupphängningar i motorns framkant. Effektuttaget var mellan 110 och 150 hk beroende på val av förgasare.
Eftersom bottenplattan från svansmotorbilen Corvair användes fanns ingen konventionell kardantunnel. Istället konstruerades en smal kardanaxel i fjäderstål som monterades i ett stadigt hölje och var lätt böjd för att få plats under golvet. Växellådan (manuell eller automat) satt ihopbyggd med bakaxeln, så kardanen snurrade med motorns varvtal och behövde därför överföra mindre vridmoment än i en bil där växellådan sitter vid motorn. Den flexibla axeln tog också upp en del av motorns vibrationer. 
Senare generationer av Pontiac Tempest gjorde grunden för tidiga Pontiac GTO.